# 繫船柱

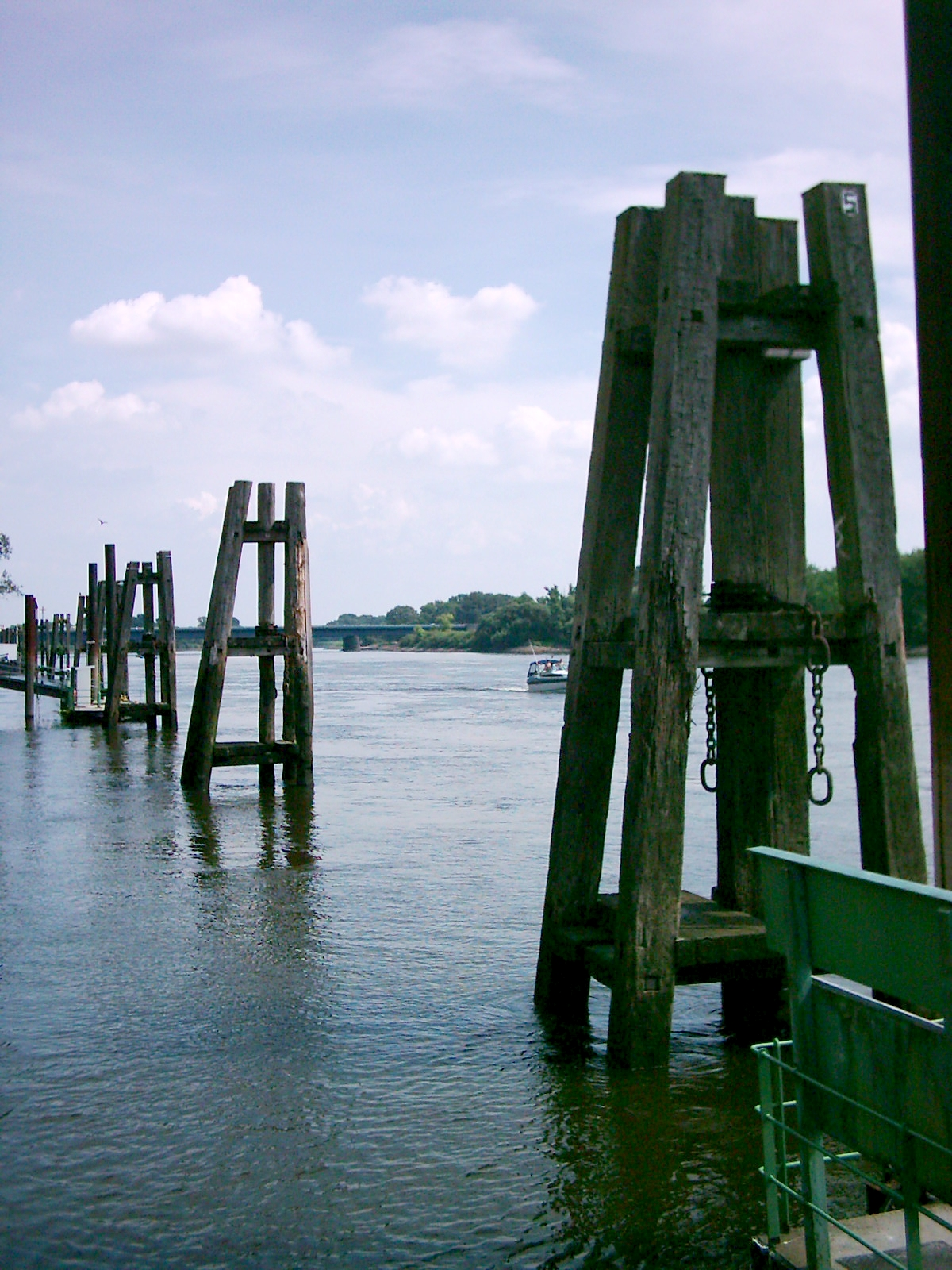
位於德国的繫船柱

系船柱是船舶停靠码头时栓系缆绳所用到的設施。系船柱可分為普通系船柱和风暴系船柱。普通系船柱通常由铸铁、铸钢、球形石墨铸铁等材料製成。